# Нарва (Приморский край)
На́рва — село в Хасанском районе Приморского края, входит в состав Безверховского сельского поселения.

## Географическое положение
Село находится на берегу одноимённой реки, в 6,5 км от её впадения в бухту Нарва Амурского залива, на расстоянии 37 км (по автодорогам) от посёлка городского типа Славянка, административного центра района, и 160 км (по автодорогам) от города Владивосток, административного центра края.

## История
Основано в 1924 году. Первоначально село носило название Балластный Карьер Сидими (в некоторых источниках — Сидеми). В 1972 году, в ходе программы по ликвидации китайских названий, переименовано в Нарву.

## Население
| 1915 | 1926 | 2002 | 2005 | 2010 |
| ---- | ---- | ---- | ---- | ---- |
| 80   | ↗107 | ↘4   | ↘2   | →2   |

## Транспорт
Село связано автомобильной дорогой длиной 6 км с трассой А189 Раздольное — Хасан. Ближайшая железнодорожная станция Пожарская находится на расстоянии 4 км к югу.